# Psychotria muscicola
Psychotria muscicola är en måreväxtart som beskrevs av Theodoric Valeton. Psychotria muscicola ingår i släktet Psychotria och familjen måreväxter. Inga underarter finns listade i Catalogue of Life.